# Spilogona fulvipollinosa
Spilogona fulvipollinosa är en tvåvingeart som beskrevs av Couri, Pont och Penny 2006. Spilogona fulvipollinosa ingår i släktet Spilogona och familjen husflugor.
Artens utbredningsområde är Madagaskar. Inga underarter finns listade i Catalogue of Life.